# 满洲国协和会中央本部
满洲国协和会中央本部，位于新京市大同广场（今长春市人民广场）南方200米处。大楼始建于1937年7月，为砖石结构的组合建筑，占地面积8749平方米，建筑面积7955平方米，地面两层，地下一层，包括办公室、保卫室、接待室、住宿室、几个大、小会议室和地下舞厅。1945年，占领长春的苏联红军曾将卫戍司令部设在这里。1947年，该建筑改为长春工人俱乐部，1950年朝鲜战争爆发后，朝鲜电影制片厂迁至中国，厂址即在这里。1958年，该建筑归沈阳军区使用，北侧为军人俱乐部，南侧为吉林省军区第二招待所。如今，北侧原礼堂部分已改造为酒楼，南侧原办公区域用于商务。该建筑现为长春市级文物保护单位。

## 参看
- 满洲国协和会